# Moméné
Moméné est une ville du département de Zimtenga, dans la province de Bam, dans le Centre-nord, au Burkina Faso. En 2006, la ville comptait 1 438 habitants dont 53,5% de femmes.